# Sommer-OL 2012
Sommer-OL 2012, normalt blot kaldet OL 2012, de 30. Olympiske sommerlege blev afholdt i London, England, Storbritannien, fra 27. juli til 12. august 2012.
London er dermed den første by der officielt har afholdt de moderne olympiske lege tre gange, efter også at have afholdt dem i 1908 og i 1948.
London blev valgt som værtsby 6. juli 2005 under den 117. IOC session i Singapore, og slog dermed Moskva, New York, Madrid og Paris efter 4 afstemningsrunder. Londons bud blev ledet af den tidligere olympiske mester Sebastian Coe.
OL krævede en ombygning af mange af de områder i London hvor legene afholdtes, især i retning af bæredygtighed. Mens de budgetmæssige overvejelser skabte en del kritik,  gjorde legene også brug af mange lokaliteter, der allerede var på plads før buddet, inklusive Wembley Stadium, Wembley Arena, The All England Lawn Tennis & Croquet Club, Lord's Cricket Ground, The O2 Arena, Earls Court Exhibition Centre, Weymouth and Portland National Sailing Academy og ExCel London.

## Udvælgelsesprocessen
Da ansøgningsfristen udløb 15. juli 2003, havde ni byer ansøgt om at blive værtsby for Sommer-OL 2012. Byerne var Havana, Istanbul, Leipzig, London, Madrid, Moskva, New York, Paris og Rio de Janeiro.
Den 18. maj 2004 reducerede IOC antallet af byer til fem, der endte med at deltage i den endelige afstemning, nemlig London, Madrid, Moskva, New York og Paris.
19. november 2004 havde alle fem kandidatbyer indsendt deres kandidaturer til IOC. IOC inspektionsholdet besøgte derefter de fem byer i februar og marts 2005. Ansøgningen fra Paris blev udsat for to tilbageslag under besøget fra IOC: En række strejker og demonstrationer faldt sammen med besøget og en rapport om at Guy Drut, en af nøglepersonerne i Paris' ansøgningshold og IOC-medlem, ville blive udsat for anklager for korruption.
6. juni 2005 udsendte IOC deres evalueringsrapporter for de fem kandidatbyer. Selvom disse rapporter ikke indeholdt nogen form for rangering, blev evalueringsrapporten for Paris anset for at være den mest positive, fulgt tæt af London. Også New York og Madrid fik meget positive evalueringer.
Gennem hele processen op til afstemningen ved den 117. IOC-session, blev Paris set som favoritten til at vinde nomineringen, især fordi dette var den tredje ansøgning i nyere tid. London blev først regnet for at halte efter Paris med en stor margin, men dette blev bedret efter udnævnelsen af Sebastian Coe som ny talsmand for London 2012 den 19. maj 2004.
I slutningen af august 2004, forudså nogle rapporter en lige kamp mellem London og Paris.
6. juli 2005 blev den endelige afgørelse offentliggjort i Raffles City Convention Centre i Singapore, hvor den 117. IOC-session blev afholdt. Moskva var den første by der blev fravalgt, fulgt af New York og Madrid. De sidste to byer tilbage i opløbet var London og Paris. Ved slutningen af den 4. afstemningsrunde, vandt London retten til at afholde Sommer-OL 2012 med 54 stemmer mod 50 stemmer til Paris.
Flere forskellige franske publikationer gav den franske præsident Jacques Chirac skylden for Paris' nederlag, efter han havde givet følgende udtalelse: "Vi kan ikke stole på folk [briterne], som har så dårlig mad. Efter Finland, er det landet med den værste mad." To af IOC's medlemmer er fra Finland.
En del andre nyhedskilder citerede Bertrand Delanöes klage angående Tony Blairs hemmelige møder med flere afrikanske IOC-repræsentanter, havde større effekt på den endelige afgørelse.

## Udvikling og forberedelse

### Siden ansøgningen i 2005
LOGOC blev dannet for at føre tilsyn med iscenesættelsen af legene, efter London havde vundet retten til at afholde OL 2012. De havde deres første bestyrelsesmøde 3. oktober 2005.
Komitéen, med Sebastian Coe som formand, havde ansvaret for implementeringen og iscenesættelsen af legene, mens Olympic Delivery Authority (ODA) havde ansvaret for konstruktionen af sportsfaciliteterne og infrastrukturen. ODA blev oprettet i april 2006.
Government Olympic Executive (GOE), der er en del af Storbritanniens Kultur-, Medie-, og sportsministerium, havde ansvaret for at føre tilsyn med de £9,3 milliarder, der var budgetteret fra den offentlige sektor.
I august 2011, rejste der sig bekymringer angående sikkerheden omkring det kommende værtskab af OL i London, på grund af optøjerne i England. Et par lande udtrykte deres bekymring for sikkerheden ved legene, på trods af, at IOC forsikrede, at optøjerne ikke vil påvirke legene.

### Faciliteter og infrastruktur
Sommer-OL 2012 benyttede en blanding af nye faciliteter, eksisterende og historiske faciliteter og midlertidige faciliteter, nogle af dem på kendte steder som Hyde Park og Horse Guards Parade. Nogle af de nye faciliteter blev brugt igen efter OL i deres olympiske form, mens andre blev ombygget eller flyttet.
Størstedelen af faciliteterne er blevet opdelt i tre zoner i Greater London: Den olympiske zone, Flodzonen og den centrale zone. Derudover er der de faciliteter, der af nødvendighed ligger uden for Greater Londons grænser, så som Weymouth and Portland National Sailing Academy på Isle og Portland i Dorset, hvor al sejladsen foregår. Fodboldturneringen foregår flere forskellige steder i Storbritannien.
I november 2004 blev planen om at bygge det 202 hektar store Queen Elizabeth Olympic Park afsløret.
Der var nogle problemer med de originale faciliteter fordi de ikke var udfordrende nok eller økonomisk urentable. For eksempel skulle landevejsløbet i cykling oprindeligt været afholdt i Regent's Park og på Hampstead Heath. I stedet startede og sluttede de på The Mall i det centrale London. Den olympiske mountainbike-konkurrence blev afholdt ved Hadleigh Farm efter at være blevet flyttet fra Weald County Park, efter UCI mente at ruten ved parken var "for nem" i juli 2008.

### Offentlig transport
Londons offentlige transport, var en af de ting i ansøgningen, der fik en dårlig vurdering i IOC's evaluering, men IOC følte, at hvis forbedringerne blev leveret inden Legene, ville London kunne klare det. Transport for London (TfL) indførte flere forbedringer i forberedelsen til 2012, inklusive udvidelsen af London Overgrounds East London Linje, og opgraderinger til Docklands Light Railway og North London Linjen,
samt introduktionen af en ny højhastighedstogservice kaldet "Javelin", der bruger Hitachis "bullettog".  
I september 2011 opdagede man, at perronerne på Stratford International Station ikke var høje nok til Javelin-togene. Perronerne blev derfor hævet med træ, som blev fjernet efter legene, da perronerne oprindeligt var bygget til Eurostar-tog, som man håbede, ville standse ved stationen efter 2012.
Ifølge Network Rail var der 4.000 ekstra togafgange under legene.
TfL foreslog også opførelsen af en svævebane til 25 millioner pund over Themsen for at forbinde de olympiske faciliteter. Den ville krydse Themsen mellem Greenwich-halvøen og Royal Docks 50 meter oppe i luften, og den kan bære 2.500 passagerer per time. Den er designet for at spare rejsetid mellem O2 Arena og ExCel London, der begge er olympiske faciliteter. Det privatfinansierede system kan levere en overfart hvert 30. sekund.
Der har været udtrykt bekymringer for logistikken for tilskuere til konkurrencerne uden for London. Især sejladskonkurrencerne i Portland er i et område, der ikke har direkte forbindelse til en motorvej, og hvor de lokale veje i forvejen er stærkt overbelastede af den eksisterende turisttrafik i sommerperioden.
Men Weymouthområdet gennemgik en stor opgradering af infrastrukturen. Der blev bygget en aflastningsvej til 77 millioner pund, der forbinder Weymouth til Dorchester. Den blev indviet i 2011.
Der blev sat knap 16 millioner pund til side til de øvrige forbedringer.
Derudover fik 5 rundkørsler forbedret deres lyssignaler for at lette trafikbelastningen.

### Finansiering
Omkostningerne til legene er adskilt fra omkostningerne til opbygningen af faciliteter og infrastruktur, og sanering af området til Olympic Park. Hvor legene er privat finansieret, er faciliteterne og parkens omkostninger dækket af offentlige midler.
15. marts 2007 offentliggjorde Tessa Jowell et budget på 5,3 milliarder pund, i Underhuset. Budgettet skulle dække opbygning af faciliteter og infrastrukturen til legene. Samme tid præsenterede hun det større regenereringsbudget for Lower Lea Valley på 1,7 milliarder.
Udover dette offentliggjorde hun andre omkostninger inklusiv en fond for uforudsete udgifter på 2,7 milliarder pund, sikkerheds- og politiudgifter på 600 millioner pund, meromsætningsafgift på 800 millioner pund og finansiering af elitesport og PL på 400 millioner pund.
Omkostningen for at afholde legene (ca. 2 milliarder pund) bliver finansieret af den private sektor ved en kombination af sponsorater, merchandising, billetsalg og tv-rettigheder. Dette budget forvaltes af organisationskomitéen. Ifølge legenes arrangører fordeler finansieringen af dette budget sig således:
- 64 % fra den centrale regering
- 23 % fra National Lottery
- 13 % fra Londons borgmester og London Development Agency

Til trods for at London har et budget på ca. det halve af budgettet til OL i 2008, har brugen af skattepenge skabt negative reaktioner. Ca. 60 % af budgettet (ca. 60 mia. kroner) skal finansieres af skatteyderne. Kritikerne påpeger, at London i forvejen har tilstrækkeligt med idrætsanlæg, der kan benyttes frem for at bygge nyt. Som kontrast blev Sommer-OL 1984 og Sommer-OL 1996 i hhv. Los Angeles og Atlanta afviklet uden brug af skatteyderpenge.

### Partnere
For at hjælpe med finansieringen af legene har arrangørerne indgået partnerskabsaftaler med større virksomheder. Virksomhederne har tilmeldt sig i fire kategorier: Verdensomspændende, Niveau et, niveau to og niveau tre.
7. september 2011 annoncerede LOCOG at de havde nået deres mål på 700 millioner pund fra nationale sponsorater.

### Billetsalg
Arrangørerne mente at omkring otte millioner billetter ville være tilgængelige til de olympiske lege, og 1,5 millioner billetter til de paralympiske lege.
Billetreserveringen blev lanceret i Storbritannien 22. marts 2010, og ansøgningshjemmesiden var åben 15. marts 2011 til 26. april 2011. Billetpriserne lå mellem £20 (173 kr.), for de fleste konkurrencer og £2.012 (cirka 17.000 kr.) for de dyreste pladser ved åbningsceremonien. Til overbookede begivenheder blev der trukket lod om billettildelingen.
For første gang kræves der billet til sejlkonkurrencerne.
LOCOG har annonceret at flere billetter (op til en million) vil blive tilgængelige senere i 2011 til de begivenheder der ikke blev udsolgt.
Over halvdelen af de, der ansøgte om billet i den første runde, fik ingen billet. Den anden runde af billetsalget fandt sted over en tidages periode mellem den 23. juni og 3. juli 2011. De der ikke fik billetter i den første runde, blev prioriteret først i den anden runde.
På dette tidspunkt var der omkring 1,7 millioner billetter til fodboldturneringer og cirka 600.000 til andre sportsgrene som for eksempel bueskydning, hockey, judo, boksning og volleyball. 15.000 personer fik deres reservering afvist, på grund af det store antal købere, og fordi ticketmasters hjemmeside ikke opdaterede med det samme. 90 % af køberne, fik dog billetter idet nogle arrangementer fik udsolgt på et kvarter.
Folk der havde held med at få billetter i første salgsrunde, fik lov til at købe flere i perioden 8. til 17. juli 2011. Her var der 1,5 millioner billetter til fodbold, 40.000 til volleyball og 8.000 til brydning. Billetterne blev her solgt efter 'først til mølle'-princippet.
Endnu en salgsrunde vil finde sted i begyndelsen af 2012.
For at reducerer trafikken, vil billetindehaverne få adgang til gratis offentlig transport på dagen for arrangementet.
LOCOGs målsætning er at indtjene 375-400 millioner pund på billetsalg.

### Overdragelsesceremoni
Overdragelsesceremonien markerede øjeblikket hvor den olympiske fane blev overdraget fra værter for legene i 2008, Beijing til den nye værtsby London.
Londons borgmester Boris Johnson overtog fanen fra Beijings borgmester Guo Jinlong, på Londons vegne. Derefter fulgte et show ved navn "From London, with a whole lotta love". Showet indeholdt dansetruppen ZooNation, Royal Ballet og Candoco, en dansetrup for handicappede. Alle var klædt som typiske indbyggere i London, der ventede på bussen ved et fodgængerfelt.
Mens Chris Hoy, Victoria Pendleton, Jamie Staff cyklede rundt på stadion, kørte en rød Routemaster-dobbeltdækkerbus rundt på stadion til musik af Pilip Sheppard. Til sidst stoppede bussen og blev omdannet til en ligusterhæk klippet som kendte seværdigheder fra London så som Tower Bridge, The Gherkin og London Eye. Derefter sang Jimmy Page og Leona Lewis Led Zeppelins klassiker Whole Lotta Love, og David Beckham sparkede en fodbold ind blandt de mange atleter akkompagneret af violinisten Elspeth Hanson og cellist Kwesi Edman.

## Deltagerlande
I 2012 deltager omkring 10.500 atleter fra de 204 medlemmer af den olympiske familie. Tre atleter fra de Nederlandske Antiller og en maratonløber fra Sydsudan deltager under det olympiske flag (Independent Olympic Athletes), da de ikke tilhører nogen olympisk komité.

### Medaljerne
I december 2010 blev det offentliggjort at Royal Mint ville producere medaljerne til på de olympiske lege og de paralympiske lege.
Royal Mint regner med at producere omkring 4.700 medaljer til legene.
Medaljerne er syv millimeter tykke og vejer mellem 375 og 400 gram og er designet af David Watkins. Hver medalje vil have sporten og disciplinen indgraveret på kanten. Forsiden vil, ligesom ved de seneste lege, være prydet af den græske gudinde for sejr Nike. Bagsiden har legenes logo.
Prinsesse Anne offentliggjorde medaljerne.
I en meningsmåling lavet af den britiske avis The Telegraph kunne 66 % af de der stemte lide designet. Til dette resultat sagde designer David Watkins "Jeg vidste det var et 'tag det og elsk det'-design. Hvis ikke – ærgerligt. Der var ingen plan B".
Bronzemedaljen består af 97 % kobber, hvor resten udgøres af tin og zink. Metalprisen på en bronzemedalje var 3 $ i 2012. Sølvmedaljen består af 92,5 % sølv og 7,5 % kobber. Metalprisen var i 2012 på 325 $. Guldmedaljen er som sædvanligt en guldplateret sølvmedalje, med 1,34 % guld (min. 6 gram). Metalprisen var 660 $ i 2012, men hvis guldmedaljen var i rent guld, ville den koste 21.200 $. De i alt 8 ton metaller kom fra det britisk-australske mineselskab Rio Tintos miner i Mongoliet (Oyu Tolgoi) og Utah (Kennecott).

### Medaljefordeling
Top 10
      Værtsland (Storbritannien)
| Placering | Land                 | Guld | Sølv       | Bronze     | Total      |
| --------- | -------------------- | ---- | ---------- | ---------- | ---------- |
| 1         | USA (USA)            | 46   | 29         | 29         | 104        |
| 2         | Kina (CHN)           | 38   | 28(note 2) | 22(note 2) | 88         |
| 3         | Storbritannien (GBR) | 29   | 17         | 19         | 65         |
| 4         | Rusland (RUS)        | 24   | 25(note 2) | 32         | 81(note 2) |
| 5         | Sydkorea (KOR)       | 13   | 8          | 7          | 28         |
| 6         | Tyskland (GER)       | 11   | 19         | 14         | 44         |
| 7         | Frankrig (FRA)       | 11   | 11         | 12         | 34         |
| 8         | Italien (ITA)        | 8    | 9          | 11         | 28         |
| 9         | Ungarn (HUN)         | 8    | 4          | 6(note 1)  | 18(note 1) |
| 10        | Australien (AUS)     | 7    | 16         | 12         | 35         |
| Total     | Total                | 302  | 304        | 356        | 962        |

Note 1: 74 kg-fribryderen Soslan Tigijev blev testet positiv og har derfor mistet sin bronzemedalje
Note 2: Diskoskasteren Darja Pisjtjalnikova blev testet positiv for Oxandrolon og har derfor mistet sin sølvmedalje

## Legene

### Sportsgrene
Sommer-OL 2012 har 26 sportsgrene med i alt 38 discipliner på programmet.
I Londons ansøgning om værtskab var der 28 sportsgrene, ligesom ved det seneste sommer-OL, men IOC stemte for at afskaffe baseball og softball, to dage efter London blev valgt som værtsby. Ved Vinter-OL 2006 blev der afholdt en afstemning om genovervejelse, men denne faldt til jorden.
De to sportsgrene kaldes stadig olympiske sportsgrene, selvom de sidst var på programmet ved Sommer-OL 2008 i Beijing.
Efter beslutningen om at afskaffe de to sportsgrene, stemte IOC om, om de skulle udskiftes med andre sportsgrene. Sportsgrenene der blev overvejet var karate, squash, golf, rulleskøjtesport og syvmandsrugby. Karate og squash var de endelige nominerede, men ingen af dem fik stemmer nok.
IOC har godkendt golf og syvmandsrugby til legene i 2016.
IOC's hovedbestyrelse holdt møde 13. august 2009 og godkendte kvindeboksning til programmet. International Boxing Federation har foreslået at 40 atleter konkurrerer i fem forskellige vægtklasser.
| - Atletik (47) - Badminton (5) - Basketball (2) - Boksning (13) - Bordtennis (4) - Brydning (18) - Bueskydning (4) | - Cykling (18) - Fodbold (2) - Fægtning (10) - Gymnastik (18) - Hestesport (6) - Hockey (2) - Håndbold (2) - Judo (14) | - Kano og kajak (16) - Moderne femkamp (2) - Roning (14) - Sejlsport (11) - Skydning (15) - Svømning (34) - Synkronsvømning (2) | - Taekwondo (8) - Tennis (4) - Triatlon (2) - Udspring (8) - Vandpolo (2) - Volleyball (4) - Vægtløftning (15) |

### Tidsplan
Den officielle tidsplan blev offentliggjort den 15. februar 2011
|  | Åbnings- og afslutningsceremoni |  | Konkurrence |  | Finalerunder |

| Juli/August                     | 25. Ons | 26. Tor | 27. Fre | 28. Lør | 29. Søn | 30. Man | 31. Tir | 1. Ons | 2. Tor | 3. Fre | 4. Lør | 5. Søn | 6. Man | 7. Tir | 8. Ons | 9. Tor | 10. Fre | 11. Lør | 12. Søn | Medaljesæt |
| ------------------------------- | ------- | ------- | ------- | ------- | ------- | ------- | ------- | ------ | ------ | ------ | ------ | ------ | ------ | ------ | ------ | ------ | ------- | ------- | ------- | ---------- |
| Åbnings- og afslutningsceremoni |         |         |         |         |         |         |         |        |        |        |        |        |        |        |        |        |         |         |         |            |
| Atletik                         |         |         |         |         |         |         |         |        |        | 2      | 6      | 6      | 5      | 4      | 4      | 5      | 6       | 8       | 1       | 47         |
| Badminton                       |         |         |         | K       | K       | K       | K       | K      | K      | 1      | 2      | 2      |        |        |        |        |         |         |         | 5          |
| Basketball                      |         |         |         | K       | K       | K       | K       | K      | K      | K      | K      | K      | K      | K      | K      | K      | K       | 1       | 1       | 2          |
| Boksning                        |         |         |         | K       | K       | K       | K       | K      | K      | K      | K      | K      | K      | K      | K      | 3      | K       | 5       | 5       | 13         |
| Bordtennis                      |         |         |         | K       | K       | K       | K       | 1      | 1      | K      | K      | K      | K      | 1      | 1      |        |         |         |         | 4          |
| Brydning                        |         |         |         |         |         |         |         |        |        |        |        | 2      | 3      | 2      | 2      | 2      | 2       | 3       | 2       | 18         |
| Bueskydning                     |         |         | K       | 1       | 1       | K       | K       | K      | 1      | 1      |        |        |        |        |        |        |         |         |         | 4          |
| Cykling                         |         |         |         | 1       | 1       |         |         | 2      | 2      | 2      | 1      | 1      | 1      | 3      | K      | K      | 2       | 1       | 1       | 18         |
| Fodbold                         | K       | K       |         | K       | K       |         | K       | K      |        | K      | K      |        | K      | K      |        | 1      | K       | 1       |         | 2          |
| Fægtning                        |         |         |         | 1       | 1       | 1       | 1       | 2      | 1      | 1      | 1      | 1      |        |        |        |        |         |         |         | 10         |
| Gymnastik                       |         |         |         | K       | K       | 1       | 1       | 1      | 1      | 1      | 1      | 3      | 3      | 4      |        | K      | K       | 1       | 1       | 18         |
| Hestesport                      |         |         |         | K       | K       | K       | 2       |        | K      | K      | K      | K      | 1      | 1      | 1      | 1      |         |         |         | 6          |
| Hockey                          |         |         |         |         | K       | K       | K       | K      | K      | K      | K      | K      | K      | K      | K      | K      | 1       | 1       |         | 2          |
| Håndbold                        |         |         |         | K       | K       | K       | K       | K      | K      | K      | K      | K      | K      | K      | K      | K      | K       | 1       | 1       | 2          |
| Judo                            |         |         |         | 2       | 2       | 2       | 2       | 2      | 2      | 2      |        |        |        |        |        |        |         |         |         | 14         |
| Kano og kajak                   |         |         |         |         | K       | K       | 1       | 1      | 2      |        |        |        | K      | K      | 4      | 4      | K       | 4       |         | 16         |
| Moderne femkamp                 |         |         |         |         |         |         |         |        |        |        |        |        |        |        |        |        |         | 1       | 1       | 2          |
| Roning                          |         |         |         | K       | K       | K       | K       | 3      | 3      | 4      | 4      |        |        |        |        |        |         |         |         | 14         |
| Sejlsport                       |         |         |         |         | K       | K       | K       | K      | K      | K      | K      | 2      | 2      | 2      | 1      | 1      | 1       | 1       |         | 10         |
| Skydning                        |         |         |         | 2       | 2       | 1       | 1       | 1      | 1      | 2      | 2      | 1      | 2      |        |        |        |         |         |         | 15         |
| Svømning                        |         |         |         | 4       | 4       | 4       | 4       | 4      | 4      | 4      | 4      |        |        |        |        | 1      | 1       |         |         | 34         |
| Synkronsvømning                 |         |         |         |         |         |         |         |        |        |        |        | K      | K      | 1      |        | K      | 1       |         |         | 2          |
| Taekwondo                       |         |         |         |         |         |         |         |        |        |        |        |        |        |        | 2      | 2      | 2       | 2       |         | 8          |
| Tennis                          |         |         |         | K       | K       | K       | K       | K      | K      | K      | 2      | 3      |        |        |        |        |         |         |         | 5          |
| Triatlon                        |         |         |         |         |         |         |         |        |        |        | 1      |        |        | 1      |        |        |         |         |         | 2          |
| Udspring                        |         |         |         |         | 1       | 1       | 1       | 1      |        | K      | K      | 1      | K      | 1      | K      | 1      | K       | 1       |         | 8          |
| Vandpolo                        |         |         |         |         | K       | K       | K       | K      | K      | K      | K      | K      | K      | K      | K      | 1      | K       |         | 1       | 2          |
| Volleyball                      |         |         |         | K       | K       | K       | K       | K      | K      | K      | K      | K      | K      | K      | 1      | 1      | K       | 1       | 1       | 4          |
| Vægtløftning                    |         |         |         | 1       | 2       | 2       | 2       | 2      |        | 2      | 1      | 1      | 1      | 1      |        |        |         |         |         | 15         |
| Medaljesæt                      |         |         |         | 12      | 14      | 12      | 15      | 20     | 18     | 22     | 25     | 23     | 18     | 21     | 16     | 23     | 16      | 32      | 15      | 302        |

## Eftermæle
London er den eneste by, der har været vært tre gange for de olympiske sommerlege; 1908, 1948 og 2012. For første gang deltog saudiarabiske kvinder i et OL, nemlig judokæmperen Wojdan Shaherkani og 800 m-løberen Sarah Attar.
Åbningshøjtideligheden.
Der blev vist et filmklip med Dronning Elizabeth og agent James Bond, der sprang ud med faldskærm over Olympic Stadium.
Flest olympiske medaljer.
Svømmeren Michael Phelps fik fire guld- og to sølvmedaljer, så han med i alt 22 olympiske medaljer har rekorden. Løberen Usain Bolt fra Jamaica vandt suverænt guld i tre discipliner; 100 m, 200 m og 4×100 m.
Det er bedre at deltage end...
Roeren Hamadou Djibo Issaka ("Issaka the Otter") fra ørkenlandet Niger kom i mål to minutter efter vinderen. Han havde fået kendskab til roning tre måneder før OL
Snyd.
Hviderusseren Nadzeja Ostaptjuk fik frataget sin guldmedalje efter at være testet positiv for anabolske steroider. Sølvvinderen Valerie Adams fra New Zealand får tilsendt sin guldmedalje med posten .
Fire hold i damedouble i badminton tabte med vilje kampe i gruppespillet, for at kunne møde ringere modstandere i ottendedelsfinalen. For overtrædelsen af den olympiske ånd blev Ha Jung-eun/Kim Min-jung og Jung Kyung-eun/Kim Ha-na fra Sydkorea, Wang Xiaoli/Yu Yang fra Kina og Greysia Polii/Meiliana Jauhari fra Indonesien diskvalificeret.